# Lipová u Chebu
Lipová (deutsch Lindenhau) ist eine Gemeinde im Okres Cheb im Karlovarský kraj in Tschechien.

## Gemeindegliederung
Die Gemeinde Lipová besteht aus den Ortsteilen
- Dolní Lažany (Unterlosau)
- Dolní Lipina (Unterlindau)
- Doubrava (Taubrath)
- Horní Lažany (Oberlosau)
- Lipová (Lindenhau) mit Žirnice (Neuhaus)
- Mechová (Mies)
- Mýtina (Altalbenreuth) mit Horní Lipina (Oberlindau), Kozly (Gosel), Oldřichov (Ulrichsgrün) und Rovinka (Boden),
- Palič (Palitz)
- Stebnice (Stabnitz)

Grundsiedlungseinheiten sind Dolní Lažany, Dolní Lipina, Doubrava, Horní Lažany, Horní Lipina, Kozly, Lipová, Mechová, Mýtina, Mýtina I, Oldřichov, Palič und Stebnice.
Das Gemeindegebiet gliedert sich in die Katastralbezirke Dolní Lažany u Lipové, Dolní Lipina, Doubrava u Lipové, Horní Lažany u Lipové, Horní Lipina, Kozly u Lipové, Lipová u Chebu, Mechová, Mýtina, Mýtina I, Oldřichov u Lipové, Palič und Stebnice.

## Geschichte
Ein Ort Lintich (Linth, Lyntich, Lindau) ist seit dem Jahr 1299 nachweisbar und lag auf einer Anhöhe über einem 440 Hektar großen Waldgebiet, welches bis in das 17. Jahrhundert bestand und sich zwischen dem Lindauer Bach (Rohrbach) und dem Stabnitzer Bach zwischen Losau und Stabnitz, erstreckte. Dieser Wald wurde von den Herren von Metternich, welche nach 1620 während des Dreißigjährigen Krieges die Grundherrschaft Königswart in Westböhmen erhalten hatten und auf Schloss Königswart ansässig wurden, gekauft; es sollten ein Gutshof gebaut und abgabepflichtige Bauern angesiedelt werden. Um 1700 begann das Abholzen des Waldes. Die umliegenden Dörfer benutzten die durch Hau entstandenen Flächen als Viehweide und nannten sie "auf dem Lyntich-Hau", was zur Entstehung des Ortsnamens Lindenhau führte. Die Metternichsche Verwaltung hoffte auf die Einnahmen durch zukünftige Untertanen und gab den Neusiedlern mit raschem Erfolg billig, oft auch kostenlos Grund und Boden. Im Eigentum der fürstlichen Familie verblieben 88 Hektar des Waldes.
Auf der Müllerschen Karte vom Egerer Gebiet aus dem Jahr 1719 ist "Lindenhau ad Dominatio Königs-Wart"  bereits eingetragen und hatte 1788 33 bäuerliche Hofstellen. Die Ansiedlung erfolgte planmäßig in drei nordsüdlich gerichteten Reihen auf allmählich abfallender Fläche von Süden nach Norden. Dies war günstig für die Landwirtschaft, vor allem für den Anbau von Obst und Hafer, aber schwierig in der Wasserversorgung; die Brunnen erreichte zum Teil erst in einer Tiefe von 35 Meter Trinkwasser.
Der Ort Lindenhau gehörte in der Zeit seiner Entstehung zu Anfang des 18. Jahrhunderts zur Pfarrei Treunitz; im Jahre 1786 kam die südliche Hälfte des Ortes zur Pfarrei Palitz. Die Dorfkinder wurden in einer Wanderschule unterrichtet, Mädchen nahmen der Tradition nach am Unterricht nicht teil. Nach 1826 wurden im Haus Nr. 61 eine eigene Schule und ein Armenhaus eingerichtet. 1871 kamen dorthin, nach einer Vergrößerung des Gebäudes, auch Kinder aus Unterlindau. Seit 1910 erhielten die Schüler in einem Neubau in zwei Unterrichtsklassen Unterricht in Lesen, Schreiben, Singen und Religion. Im Jahr 1871 wurde der Ort Haltepunkt einer nach Kaiser Franz Joseph I. von Habsburg-Lothringen benannten Eisenbahnlinie nach Pilsen und Prag. In der Folgezeit entstanden zwei Bahnhofsgebäude und eine Ziegelfabrikation im Besitz der Fürsten Metternich, dem Hauptarbeitgeber des Ortes und der Umgebung. Im Jahr 1912 kauften zehn Bauern von Lindenhau eine Dreschganitur mit Benzinmotorantrieb, gründeten eine Dreschgemeinschaft, welche bis 1939 bestand. Bis zum Jahr 1945 hatte der Ort keinen Stromanschluss; Petroleumlampen, Kerzen und Kienspäne gaben bei Dunkelheit Licht.
Nach dem Münchner Abkommen wurde der Ort dem Deutschen Reich zugeschlagen und gehörte bis 1945 zum Landkreis Eger.
Zu dieser Zeit hatte die Gemeinde Lindenhau die Ortsteile Lindenhau und Schirnitz. Im Jahr 1930 lebten in Lindenhau 349 Einwohner und 1947 waren es 212. Der Haus- und Grundbesitz wurde nach 1945 zu Gunsten der Tschechoslowakei verstaatlicht und die deutschsprachigen Bewohner auf Grund der Beneš-Dekrete zum Verlassen des Ortes gezwungen und kamen als Heimatvertriebene meist in die Oberpfalz.  Ein großer Teil der im Egerländer Fachwerkhausstil erbauten bäuerlichen Vierkanthöfe verfiel oder wurde abgerissen. An Stelle der Höfe Nr. 42, 15, 21 entstand eine Kolchosenverwaltung mit Wirtschaftsgebäuden zur Bewirtschaftung der Felder und Wiesen mit Eingemeindung weiterer Orte. An Stelle der Höfe Nr. 23, 26, 27, 29 und 45 wurden Villen gebaut, die Straße von Lipová nach Stebnice verlegt und zwischen dem Haus Nr. 51 und Nr. 69 eine neue Straßenbrücke über die Bahnstrecke Plzeň–Cheb errichtet.